# Gola (Népal)
Pour les articles homonymes, voir Gola.
Gola (en népalais : गोला) est un comité de développement villageois du Népal situé dans le district de Bardiya. Au recensement de 2011, il comptait 6 814 habitants.